# Neftenbach
Neftenbach – miejscowość i gmina (Politische Gemeinde) w północnej Szwajcarii, w kantonie Zurych, w okręgu (Bezirk) Winterthur. Leży nad rzeką Töss.

## Demografia
W Neftenbachu mieszka 5761 osób. W 2021 roku 12,2% populacji gminy stanowiły osoby urodzone poza Szwajcarią.

## Transport
Przez teren gminy przebiegają autostrada A1 oraz drogi główne nr 7, nr 15 i nr 344.